# Robyn Erbesfield-Raboutou
Pour les articles homonymes, voir Raboutou.
Robyn Erbesfield-Raboutou, née Robyn Erbesfield à Atlanta le 8 août 1963, est une grimpeuse américaine. 

## Biographie
Erbesfield grandit à Atlanta dans une famille de quatre enfants ; ses parents divorcent alors qu’elle a sept ans. Enfant, elle pratique le basket-ball et le football, puis découvre l’escalade à 18 ans.
Robyn Erbesfield participe dans les années 1980 et 1990 aux premières compétitions internationales d’escalade, remportant plusieurs Coupes du monde ainsi qu’un titre de championne du monde en 1995.
À partir de 1993, elle entraîne aussi d’autres sportifs, et ouvre en 2012 à Boulder ABC Kids Climbing, une salle destinée aux enfants et jeunes grimpeurs prometteurs. Certains d’entre eux rejoignent aussi la Team ABC, qui les prépare aux compétitions nationales et internationales. Erbesfield-Raboutou a ainsi entraîné entre autres Colin Duffy, Natalia Grossman et Margo Hayes.

## Vie personnelle
Robyn Erbesfield épouse en 1993 Didier Raboutou, lui aussi grimpeur de haut niveau ; le couple a deux enfants, également grimpeurs : Shawn, né en 1998 et Brooke, née en 2001.

## Palmarès

### Championnats du monde
- 1991 à Francfort, Allemagne
  -  Médaille de bronze en difficulté
- 1993 à Innsbruck, Autriche
  -  Médaille d'argent en difficulté
- 1995 à Genève, Suisse
  -  Médaille d'or en difficulté

### Rock Master d'Arco
- 1994 - 1re place